# Gluphisia trilineata
Gluphisia trilineata är en fjärilsart som beskrevs av Alpheus Spring Packard 1890. Gluphisia trilineata ingår i släktet Gluphisia och familjen tandspinnare. Inga underarter finns listade i Catalogue of Life.